# Medienbetriebslehre
Die Medienbetriebslehre ist eine Betriebslehre, die sich mit der Beschreibung, Analyse und Erklärung von Besonderheiten der Medienbranche im Hinblick auf Medienmärkte, Produkte und Medienunternehmen befasst.

## Allgemeines
Das Wort Medienbetriebslehre ist ein Determinativkompositum, aus dem hervorgeht, dass es sich um eine Betriebslehre handelt, deren Erkenntnisobjekt vor allem die Medienunternehmen sind. Die Medienbetriebslehre kann auf Erkenntnisse zurückgreifen, die in generalisierender Form bereits in der Allgemeinen Betriebswirtschaftslehre behandelt werden. Die volkswirtschaftlich orientierte Medienökonomie dagegen hinterfragt, wie Märkte und Wettbewerb von, für und durch Medien entstehen und funktionieren, wobei als Handelsobjekte auf diesen Märkten Informationen, Nachrichten, Unterhaltung und Werbebotschaften dienen.

## Arbeitsgebiete
Die Arbeitsgebiete der einzelnen wissenschaftlichen Disziplinen lassen sich wie folgt gegeneinander abgrenzen:
| Disziplin                  | Analysegebiete                                                                   | Erkenntnisziele                                                                 |
| -------------------------- | -------------------------------------------------------------------------------- | ------------------------------------------------------------------------------- |
| Medienbetriebslehre        | Betriebsorganisation, betriebliche Funktionen, Wertschöpfung von Medienprodukten | Optimierung von strategischen und operativen Unternehmensprozessen              |
| Medienökonomie             | Märkte, Preisbildung, Wettbewerb, Wirtschaftssektoren                            | Marktverhalten von Marktteilnehmern, Marktstrukturen, Unternehmenskonzentration |
| Neue Institutionenökonomik | Handeln unter Hierarchieverhältnissen, Kosten der Marktnutzung, Verfügungsrechte | Wirkung von Institutionen auf das Verhalten der Akteure                         |

Wichtigstes Erkenntnisobjekt der Medienbetriebslehre ist das Medienunternehmen, also Betrieben, die Medien produzieren oder bereitstellen.

## Medienunternehmen
Auch in Medienunternehmen sind – wie in anderen Betriebsformen – betriebliche Funktionen installiert. In der Beschaffung werden insbesondere Filme (Fernsehfilme und Kinofilme) und Filmrechte (Fernsehen), Nachrichten und Informationen (Radio, Zeitungen) oder Werbekunden akquiriert. Die Produktion besteht aus Eigenproduktion und/oder Fremdfertigung. Der Produktionsprozess ist erst beendet, wenn die Medienprodukte gesendet (Fernsehsendung, Hörfunksendung), gedruckt (Zeitungsdruck), veröffentlicht (Bücher, Kinos, Bild- und Tonträger) oder im Internet durch Datenübertragung (Download) abgerufen wurden. Da es sich um Dienstleistungsunternehmen handelt, fällt mit der Produktion der Vertrieb der Medienprodukte zeitlich oft zusammen (etwa bei Liveübertragungen oder Zeitungen) oder der Vertrieb erfolgt später (Filmaufzeichnung im Filmarchiv). Medienunternehmen gehören zum Dienstleistungssektor und sind deshalb meist sehr personalintensiv mit einem hohen Anteil an Personalkosten.
Typen
Die Typen von Medienunternehmen lassen sich wie folgt klassifizieren:
| Medienunternehmen        | Medieninhalte erzeugen          | Medieninhalte bündeln     | Träger der Medieninhalte | Medieninhalte vertreiben      |
| ------------------------ | ------------------------------- | ------------------------- | ------------------------ | ----------------------------- |
| Printmedien              | Autoren und Redakteure          | Zeitungs- und Buchverlage | Papier                   | Distributionslogistik, Handel |
| Rundfunk                 | Künstler, Reporter, Moderatoren | Radio- und Fernsehsender  | Funkwellen, Kabelnetze   | Fernsehsender, Radiosender    |
| Speichermedienhersteller | Autoren, Künstler               | Verlage                   | Bildträger, Tonträger    | Logistik, Handel              |
| Musikverlage             | Komponisten, Liedtexter         | Musikproduzenten          | Tonträger                | Tonträgerunternehmen          |
| Onlinedienste            | Content-Provider                | Informationsvermittler    | Internet                 | Service-Provider              |

Wesentliche betriebliche Funktionen in Medienunternehmen betreffen die Erzeugung, Bündelung und den Vertrieb der Medienprodukte.
Wichtige Medienunternehmen
| Wirtschaftszweig  | Medienunternehmen                                    | Medienprodukte                                                                                               |
| ----------------- | ---------------------------------------------------- | --- |
| Rundfunk          | Rundfunkveranstalter (Fernsehen und Radio)           | Fernsehsendung, Radiosendung                                                                                 |
| Filmproduktion    | Filmproduktionsgesellschaften                        | Fernsehfilme, Kinofilme, Videogames                                                                          |
| Internet          | Internetdienstanbieter                               | elektronischer Handel, Suchmaschinen, soziale Netzwerke, Instant Messaging, Streaming Media, Video-on-Demand |
| Musikindustrie    | Tonträgerunternehmen                                 | Tonträger (Compact Discs, Schallplatten), Musikdownloads, Musikstreaming                                     |
| Telekommunikation | Telekommunikationsunternehmen                        | Internetdienste, Mobilfunk, Telefonie                                                                        |
| Verlagswesen      | Buchverlage Fachverlage Musikverlage Zeitungsverlage | Bücher, E-Books Fachliteratur Management von Urheberrechten Zeitungen, Zeitschriften                         |

Die Musikverlage gehören formell und statistisch zum Verlagswesen, wirtschaftlich werden sie zur Musikindustrie gerechnet. Keine Unternehmen der Medienwirtschaft sind unter anderem Film- und Musikproduzenten, Künstleragenturen, Nachrichtenagenturen, Tonstudios oder Verwertungsgesellschaften, weil sie lediglich Vorleistungen oder Vorleistungsgüter
erbringen.
Rundfunk und Fernsehen
Betreiber von Rundfunk und Fernsehen heißen Rundfunkveranstalter. Sie bieten entweder ein Vollprogramm (für alle Zielgruppen mit allen Sendeformaten wie Information, Beratung, Bildung und Unterhaltung) oder Spartenprogramm (für bestimmte Zielgruppen mit nur einem Sendeformat) an. Da mehrere Veranstalter miteinander in Substitutionskonkurrenz zueinander stehen, spielen die Marktanteile eine wichtige Rolle. Sie werden gemessen durch Einschaltquoten.
Zeitungen/Zeitschriften
Zeitungen und Zeitschriften werden analog in Papierform angeboten, viele sind digital als Internet-Zeitungen verfügbar.
Betreiber von Zeitungen und Zeitschriften sind Zeitungsverlage. Das Angebot ist vielfältig und umfasst Tageszeitungen (allgemein oder nach Sparte; etwa Boulevardzeitungen, Sonntagszeitungen, Sportzeitungen), Wochenzeitungen (Illustrierte, Nachrichtenmagazine, Sportmagazine) oder Fachzeitschriften für Fachgebiete (meist monatlich oder quartalsmäßig: Zeitschrift für Betriebswirtschaft). Ihr Marktanteil wird durch verkaufte Auflagen gemessen.
Verlage
Verlage vervielfältigen und verbreiten Werke der Kunst (Kunstverlage), Literatur (Buchverlage), Musik (Musikverlage), Unterhaltung oder Wissenschaft (Wissenschaftsverlage). Verlage können eigenständig oder Teil eines Medienkonzerns sein.

## Medienmarkt
Der Medienmarkt ist ein Teilmarkt des Gütermarkts, auf dem als Handelsobjekte Medienprodukte (Mediengüter) gehandelt werden. Diese müssen zum Zwecke der Deckung des Fremdbedarfs produziert werden; Fotos für den Eigenbedarf sind in diesem Sinne keine Medienprodukte. Den Medienprodukten wird in der Fachliteratur ihr Gütercharakter zugestanden. In der Medienwissenschaft werden die digitalen Medienprodukte als Informationsgüter bezeichnet. Schallplatten sind demnach Medienprodukte, Audio-CDs mit gleichem Inhalt dagegen Informationsgüter. Medienprodukte im Sinne der ökonomischen Gütertypologie sind Leistungsergebnisse von Produktions- oder Dienstleistungsunternehmen, die Kommunikationsinhalte kreieren, sammeln und bündeln, Kommunikationsmittel produzieren oder Kommunikationsträger bereitstellen. Medienprodukte bestehen aus einem Träger (etwa Papier, Radiowellen, Vinyl oder Zelluloid), auf dem der Medieninhalt (englisch content) als wesentlicher Teil des Medienprodukts im Hinblick auf den Kundennutzen enthalten ist. Auch Bildträger oder Tonträger sind Medienprodukte. Zu den Medienprodukten gehören insbesondere Printprodukte (Zeitungen. Zeitschriften), Rundfunkprogramme für Fernsehen und Radio und Angebote des Internets. Sie bestehen aus dem Medieninhalt und dem Träger, der diese Inhalte transportiert und haltbar macht.
Der Medienmarkt selbst besteht aus zwei Teilmärkten, dem Rezipientenmarkt und dem Werbemarkt. Marktteilnehmer auf dem Medienmarkt sind sämtliche Wirtschaftssubjekte (Unternehmen, Privathaushalte und der Staat mit seinen Gebietskörperschaften). Anbieter sind die Medienunternehmen, Nachfrager die Medienunternehmen selbst und alle übrigen Wirtschaftssubjekte. Medienunternehmen können Anbieter (etwa Zeitungen mit Werbeanzeigen) und Nachfrager (Werbeplätze) zugleich sein. Privatrundfunk und Privatfernsehen bedürfen zum Marktzutritt einer Zulassung nach § 52 Medienstaatsvertrag, unterliegen also einer Marktzutrittsschranke.
Medienunternehmen sind eine Betriebsform, welche die Produktion, Bündelung und den Vertrieb von Medienprodukten übernimmt. Wie in der allgemeinen Betriebswirtschaftslehre, findet man auch in der Medienbetriebslehre bei Medienunternehmen die Rechtsformen öffentlicher Unternehmen und Privatunternehmen. Zu den öffentlichen gehört der gesamte öffentlich-rechtliche Rundfunk, zu den letzteren der privatrechtliche Rundfunk. Beide bilden das duale Rundfunksystem. Außerhalb des Rundfunks sind ausschließlich privatrechtlich organisierte Unternehmen tätig. Die Unterschiede zwischen beiden bestehen insbesondere in der Trägerschaft bzw. wer als Gesellschafter eines Medienunternehmens fungiert und welche Unternehmensziele verfolgt werden. Träger der öffentlichen Medienunternehmen sind in Deutschland meist die Länder, Gesellschafter der privaten sind stets nicht-öffentliche Unternehmen. Öffentliche Rundfunkanstalten verfolgen das Kostendeckungsprinzip, private die Gewinnmaximierung.
Beim Kostendeckungsprinzip der öffentlichen Sender Deutschlands müssen deren Gesamtkosten durch die Einnahmen (überwiegend Rundfunkbeiträge) gedeckt sein. Diese Beiträge gewährleisten die verfassungsrechtlich gesicherte Bestands- und Entwicklungsgarantie. In Frankreich ist der Gebührenanteil wesentlich geringer, eine Werbefinanzierung findet in großem Umfang statt. In den USA wird der öffentliche Rundfunk durch Spenden und aus dem Staatshaushalt finanziert wie der Public Broadcasting Service (Fernsehen) und das National Public Radio.

## Marktstruktur
Allgemein ist die Marktstruktur gekennzeichnet durch die Anzahl und Größe der Marktteilnehmer als Indikator für die Marktkonzentration, Produktdifferenzierung, Marktzutrittsschranken, Ausmaß der Integration (horizontale und vertikale Integration) und Marktphasen (Marktreife, Markteinführung, Wachstumsmarkt, Zukunftsmarkt, Marktsättigung). Diese Faktoren der Marktstruktur sind für den Medienmarkt von strategischer Bedeutung.

## Massenmedien
Während die von einem Individualmedium transportierten Medieninhalte sich genau an einen bestimmten Empfänger richten (wie etwa bei Telefon und Zeitung), sind Massenmedien an eine unbestimmte Vielzahl von unbestimmten Empfängern gerichtet (Printmedien, Rundfunk) sowie Internet und Online-Dienste. Massenmedien werden auf einem Massenmarkt angeboten, der Printmedien, Rundfunk sowie Bild- und Tonträger der Unterhaltungselektronik umfasst und den hier tätigen Medienunternehmen über die Massenproduktion und das Gesetz der Massenproduktion eine Kostendegression (Kostensenkung der Stückkosten) ermöglicht.

## Medien als Werbeträger
Die Werbung (Fernsehwerbung, Radiowerbung, Zeitungswerbung einschließlich Zeitungsanzeigen) ist entweder die einzige (bei Privatmedien) oder eine bedeutende (bei öffentlich-rechtlichen Medien und als Abonnement im Pay-TV) Einnahmequelle zur Deckung der Gesamtkosten. Zur Werbung gehören insbesondere Sponsoring, Teleshopping, Produktplatzierung und vor allem Werbespots. Die aus den Werbeeinnahmen generierten Umsatzerlöse bestimmen daher die Höhe der zulässigen Gesamtkosten. Werbeeinnahmen können einerseits gesteigert werden durch erhöhten Werbeanteil im jeweiligen Medium, Erreichen der werberelevanten Zielgruppe oder andererseits durch Verbesserung des Marktanteils. Beispielsweise schränkt der Medienstaatsvertrag die Werbung ein: Die dritten Fernsehprogramme müssen werbefrei sein; ansonsten darf insgesamt die Werbedauer 20 % der täglichen Sendezeit nicht überschreiten (§ 70 Medienstaatsvertrag), Tabakwaren und verschreibungspflichtige Arzneimittel unterliegen einem generellen Werbeverbot.
Vom Werbeträger (Fernsehen, Kino, Rundfunk, Zeitung) hängen technisch meist auch die eingesetzten Werbemittel ab. Bilder, Fotos, Texte, Tonfilme und Zeichnungen können im Fernsehen, im Rundfunk nur Sprache und Geräusche und in (analogen) Zeitungen können lediglich Bilder, Fotos, Texte und Zeichnungen als Werbemittel eingesetzt werden.

## Ausbildung, Forschung, Lehre
Eine medienspezifische Ausbildung findet auf vielfältige Weise statt. Medienakademien (unter anderem ARD.ZDF medienakademie, ProContent, Hessische Film- und Medienakademie) wurden oft durch Medienunternehmen gegründet. Einige Universitäten bieten medienorientierte Studiengänge an (unter anderem Animation, digitale Medien, Mediendesign, Medienmanagement, Public Relations).
Forschung und Lehre gibt es unter anderem an der EBS Universität für Wirtschaft und Recht, Universität Köln, Universität Koblenz-Landau, Universität Mainz oder Universität Siegen (hier: Abschluss Diplom-Medienwirt), Rheinische Fachhochschule Köln und anderen Fachhochschulen.
Die Zahl der Abschlüsse ist vielfältig und reicht vom geprüften Medienbetriebswirt (Fernstudium) bis zum Medienwirt (Industrie- und Handelskammern, Fachhochschulen).

## Nachbargebiete
Wichtige flankierende Nachbargebiete der Medienbetriebslehre sind insbesondere Medienethik, Medienmanagement, Medienmarketing, Medienpädagogik, Medienrecht, Medientheorie und die eingangs erwähnte Medienökonomie.

## Wirtschaftliche Aspekte
Der Einfluss der Massenmedien auf die öffentliche Meinung hat dazu geführt, dass eine Reihe von Rechtsnormen zur Marktregulierung beigetragen hat, wofür das Presserecht oder der Medienstaatsvertrag im Rundfunk markante Beispiele sind. Die Marktregulierungen sind aber nicht sehr umfangreich wegen der Presse- und Kunstfreiheit. Zahlreiche höchstrichterliche Urteile des Bundesverfassungsgerichts (Rundfunkentscheidungen) haben zur Klärung wichtiger medienrechtlicher Fragen (insbesondere der Grundversorgung) beigetragen. Die Substitutionskonkurrenz zwischen digitalen Medien und analogen Printmedien oder die Produktionsprozesse in Medienunternehmen bedürfen weitergehender betriebswirtschaftlicher Analysen.